# Troféu HQ Mix de melhor desenhista estrangeiro
Desenhista estrangeiro foi uma das categorias do Troféu HQ Mix, premiação brasileira dedicada aos quadrinhos que é realizada pela Associação dos Cartunistas do Brasil (ACB) e pelo Instituto do Memorial das Artes Gráficas do Brasil (IMAG) desde 1989.

## História
A categoria de "Desenhista estrangeiro" começou a fazer do Troféu HQ Mix já em sua primeira edição, em 1989. Era destinada a premiar desenhistas estrangeiros com base nas edições brasileiras de seus trabalhos. Os vencedores eram escolhidos por votação entre profissionais da área (roteiristas, desenhistas, jornalistas, editores, pesquisadores etc.) a partir de uma lista de indicados elaborada pela comissão organizadora do evento.
O país com maior número de artistas premiados são os Estados Unidos, com 16 troféus (sendo que Frank Miller, John Romita Jr., Will Eisner e Craig Thompson ganharam duas vezes cada um). Em seguida, vem a Itália, com 6 troféus (sendo três para Ivo Milazzo - maior vencedor da categoria - e dois para Milo Manara). Por fim, vem o Japão, com dois troféus, e Argentina, Canadá e França, com um vencedor cada. Após uma reformulação no Troféu HQ Mix em 2016, não houve mais premiação nesta categoria.

## Vencedores e indicados
| Ano  | Desenhista         | Nacionalidade  | Obra(s)                                   | Outros indicados | Nota(s)       |
| ---- | ------------------ | -------------- | ----------------------------------------- | --- | ------------- |
| 1989 | Frank Miller       | Estados Unidos | The Dark Knight Returns                   | | [ 4 ]         |
| 1990 | Dave Stevens       | Estados Unidos | Rocketeer                                 | | [ 4 ]         |
| 1991 | Kent Williams      | Estados Unidos |                                           | | [ 4 ]         |
| 1992 | Katsuhiro Otomo    | Japão          |                                           | | [ 4 ]         |
| 1993 | Todd McFarlane     | Canadá         |                                           | | [ 4 ]         |
| 1994 | John Romita Jr.    | Estados Unidos |                                           | | [ 4 ]         |
| 1995 | Ivo Milazzo        | Itália         | Ken Parker                                | | [ 4 ]         |
| 1996 | George Pratt       | Estados Unidos |                                           | | [ 4 ]         |
| 1997 | Frank Miller       | Estados Unidos | Akira                                     | | [ 4 ]         |
| 1998 | Alex Ross          | Estados Unidos |                                           | | [ 4 ]         |
| 1999 | Will Eisner        | Estados Unidos |                                           | | [ 4 ]         |
| 2000 | Jeff Smith         | Estados Unidos | Bone                                      | | [ 5 ]         |
| 2001 | Ivo Milazzo        | Itália         | Ken Parker                                | | [ 6 ]         |
| 2002 | Ivo Milazzo        | Itália         | Ken Parker                                | | [ 7 ]         |
| 2003 | Takehiko Inoue     | Japão          | Vagabond                                  | | [ 8 ]         |
| 2004 | Lorenzo Mattotti   | Itália         | Estigmas                                  | | [ 9 ]         |
| 2005 | Will Eisner        | Estados Unidos | Avenida Dropsie                           | | [ 10 ]        |

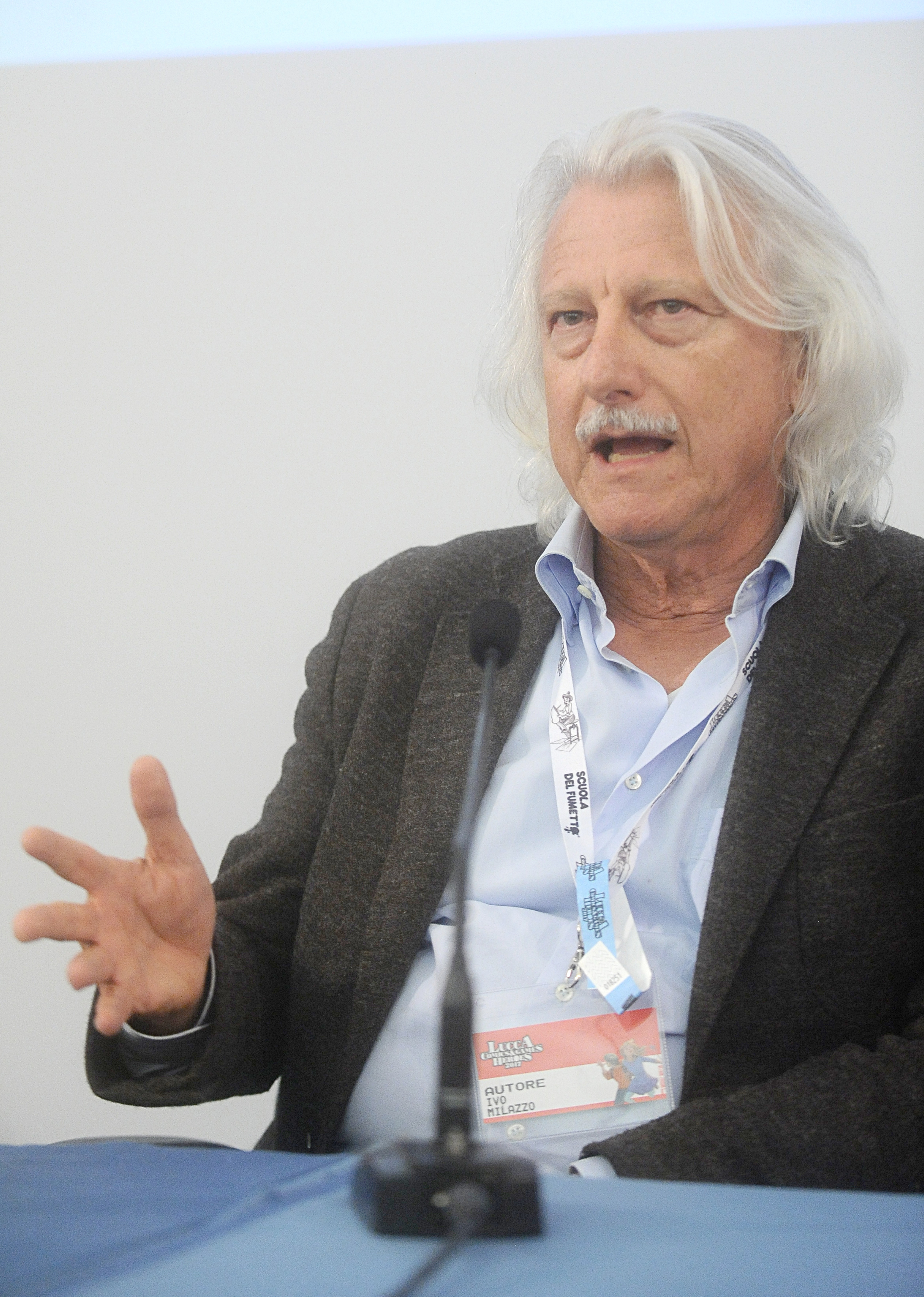
O italiano Ivo Milazzo venceu três vezes a categoria (1995, 2001 e 2002).

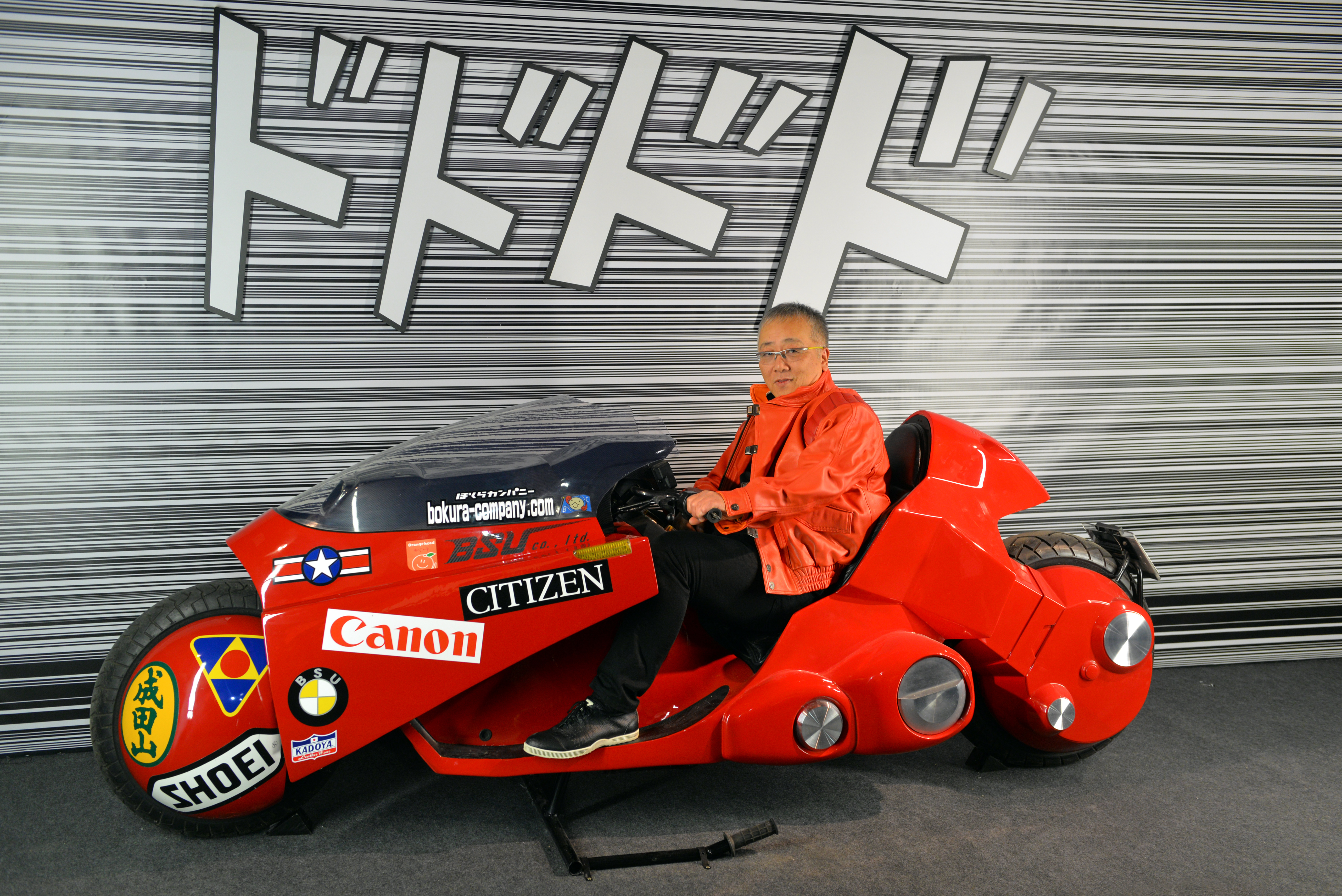
O japonês Katsuhiro Otomo venceu em 1992.

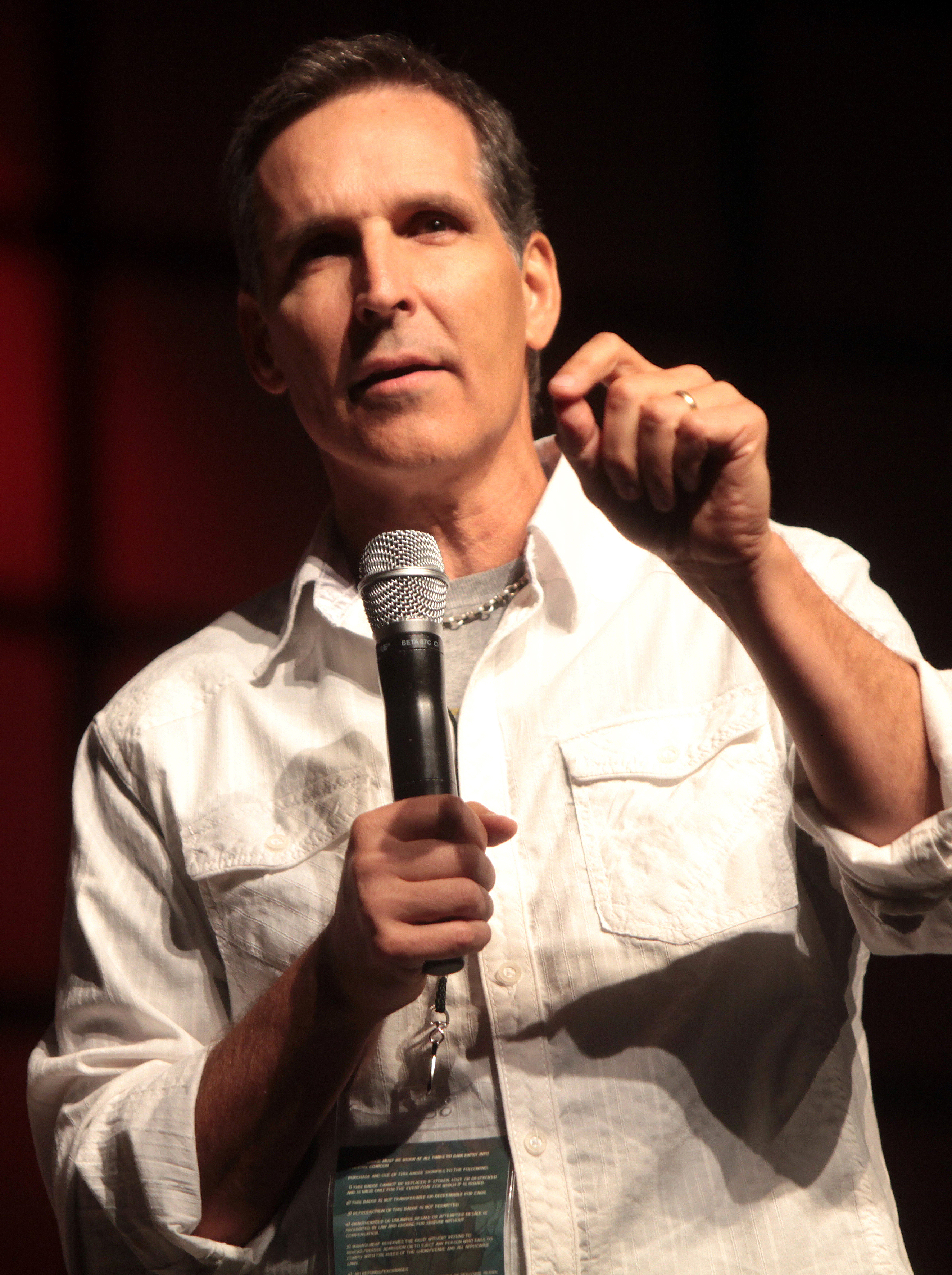
O canadense Todd McFarlane venceu em 1993.

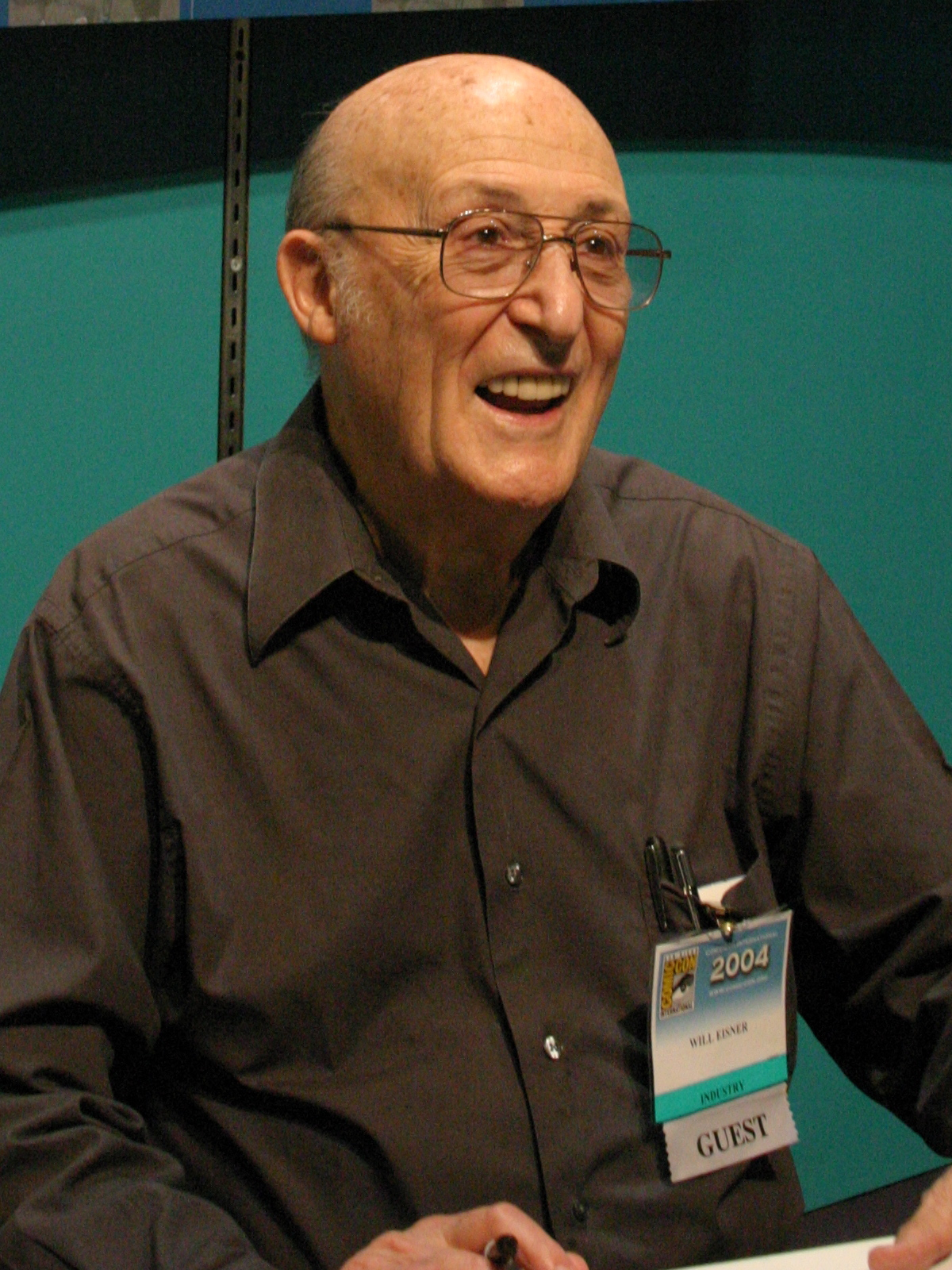
O estadunidense Will Eisner venceu em 1999 e 2005.

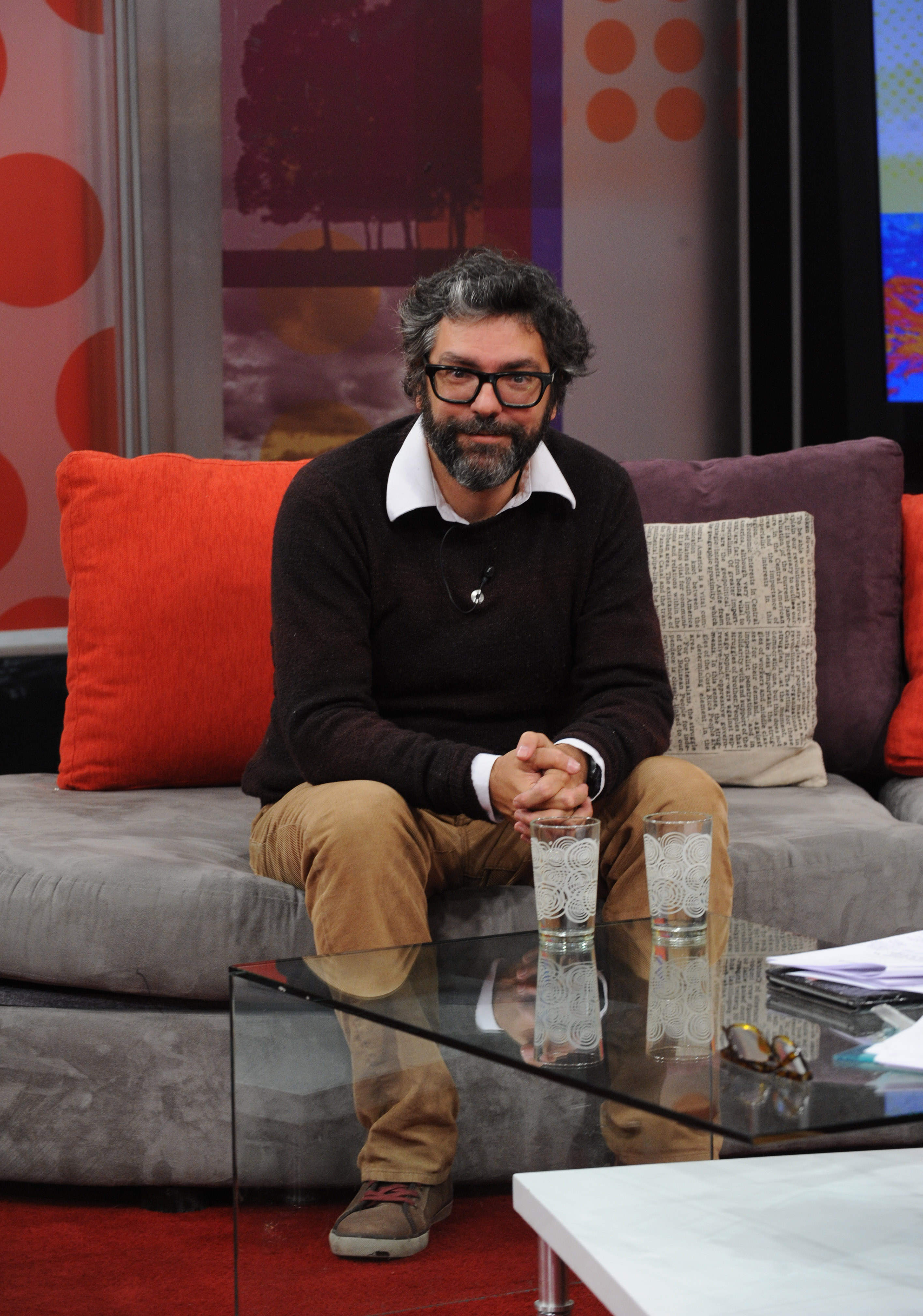
O argentino Liniers venceu em 2009.

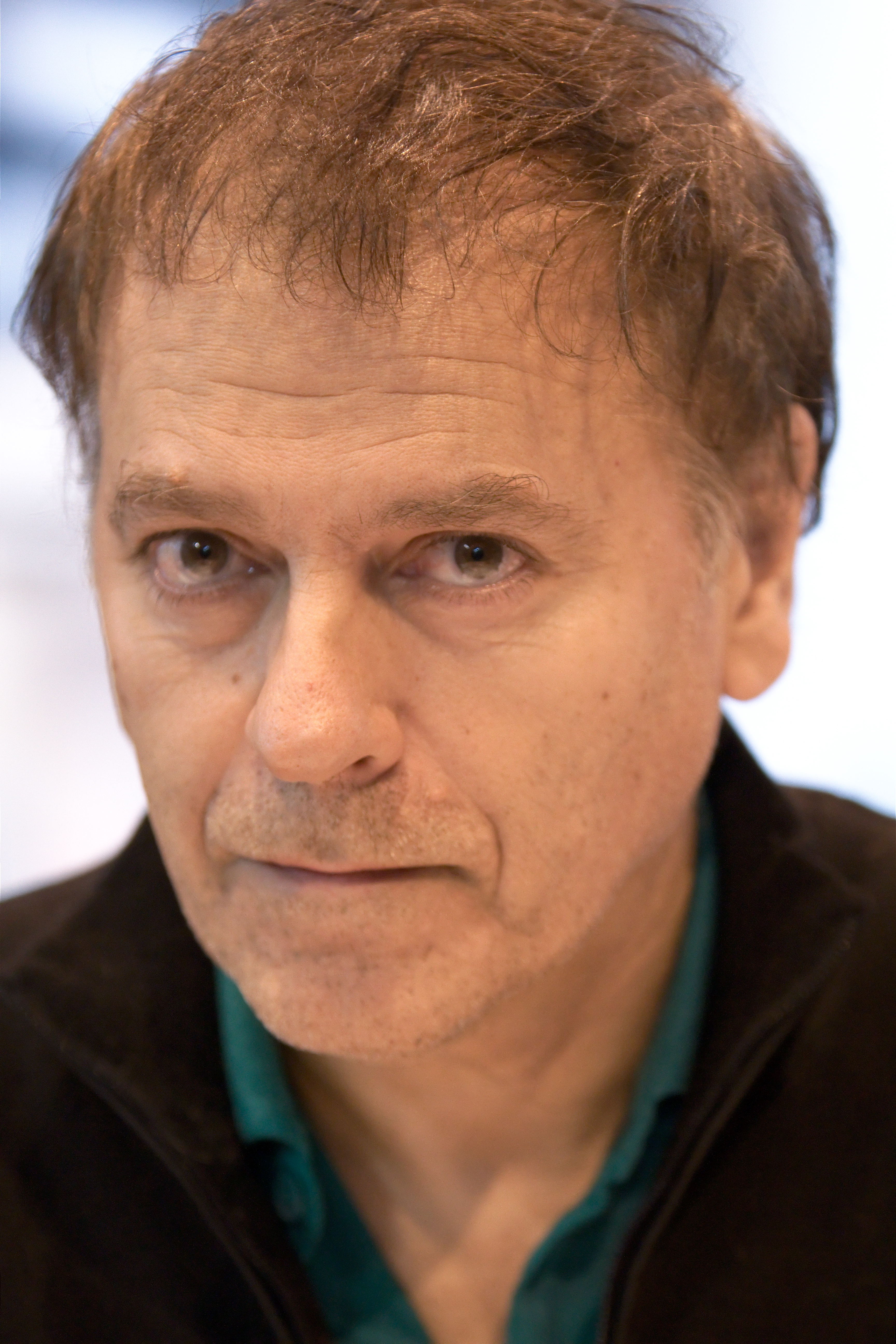
O francês Enki Bilal venceu em 2014.

| 2006 | Milo Manara        | Itália         | Bórgia                                    | - Cary Nord, por Conan, o cimério - Chris Sprouse, por Top Ten - Eduardo Risso, por 100 Balas - Hiroaki Samura, por Blade - a lâmina do imortal - Jacques Tardi, por O grito do povo - John Cassaday, por Planetary e Surpreendentes X-Men              | [ 11 ] [ 12 ] |
| 2007 | Milo Manara        | Itália         | El Gaucho Bórgia - poder e incesto O Clic | - Alex Maleev, por Demolidor - Frank Quitely, por We3 - instinto de sobrevivência - Hugo Pratt, por Corto Maltese - John Cassaday, por Planetarye X-Men - Moebius, por Incal - Takehiko Inoue, por Vagabond e Slam Dunk                                 | [ 13 ] [ 14 ] |
| 2008 | John Cassaday      | Estados Unidos | Planetary                                 | - Charles Burns, por Black Hole - David B., por Epiléptico 1 - Doug Braithwaite, por Justiça - Frank Quitely, por Grandes Astros Superman - Hiroya Oku, por Gantz - Takehiko Inoue, por Vagabond e Slam Dunk                                            | [ 15 ] [ 16 ] |
| 2009 | Liniers            | Argentina      | Macanudo                                  | - Darwyn Cooke, por The Spirit - Frank Quitely, por Grandes Astros Superman - David B, por Epiléptico - Duncan Fegredo, por Hellboy - Enrico Marini, por Predadores - Niko Henrichon, por Os Leões de Bagdá                                             | [ 17 ] [ 18 ] |
| 2010 | Craig Thompson     | Estados Unidos | Retalhos                                  | - Alex Robinson, por Fracasso de público - Chris Ware, por Jimmy Corrigan - Clément Oubrerie, por Aya - Guy Delisle, por Crônicas birmanesas e Shenzhen - Hayao Miyazaki, por Nausicaä - Robert Crumb, por Gênesis                                      | [ 19 ] [ 20 ] |
| 2011 | John Romita Jr.    | Estados Unidos | Kick-Ass Reinado sombrio                  | - Dave McKean, por Mr. Punch - David Small, por Cicratizes - Gilbert Hernandez, por Birdland - uma aventura dos sentidos - Kevin O'Neill, por A Liga Extraordinária - Século: 1910 - P. Craig Russel, por Coraline - Pia Guerra, por Y - o último homem | [ 21 ] [ 22 ] |
| 2012 | David Mazzucchelli | Estados Unidos | Asterios Polyp                            | - Cyril Pedrosa, por Três sombras - Daniel Clowes, por Mundo fantasma - Jacques Tardi, por Era a guerra de trincheiras - Milo Manara, por Bórgia - tudo é vaidade - Oliver Coipel, por Thor - Shaun Tan, por A chegada                                  | [ 23 ] [ 24 ] |
| 2013 | Craig Thompson     | Estados Unidos | Habibi                                    | - Bastien Vivès (O gosto do cloro) - Daniel Clowes (Wilson) - Eduardo Risso (100 Balas, vol.9 - Noite de Jazz) - Enki Bilal (Animal'Z e Trilogia Nikopol) - Ignacio Minaverry (Dora) - Winshluss (Pinóquio)                                             | [ 25 ] [ 26 ] |
| 2014 | Enki Bilal         | França         | Tetralogia Monstro                        | - Eduardo Risso (100 Balas) - John Cassaday (Planetary) - Paolo Rivera (Demolidor) - Sylvain Vallée (Era uma vez na França - vol.1) - Skottie Young (O Maravilhoso Mágico de Oz) - Yuji Iwuhara (O Senhor dos Espinhos)                                 | [ 27 ] [ 28 ] |
| 2015 | Andrew C. Robinson | Estados Unidos | O Quinto Beatle                           | - Chris Samnee (Demolidor) - Fiona Staples (Saga) - Jeff Smith (Shazam & A Sociedade dos Monstros) - Masasumi Kakizaki (Hideout e Green Blood) - Paul Pope (Bom de Briga) - Salvador Sanz (Legião)                                                      | [ 29 ] [ 30 ] |